# Shabba Ranks
Shabba Ranks, nome artístico de Rexton Rawlston Fernando Gordon (Sturgetown, 17 de Janeiro de 1966) é um cantor jamaicano. Foi por muito tempo um dos mais famosos artistas de ragga, até a chegada de Shaggy. Shabba foi o primeiro artista de dancehall a ganhar um Grammy. Diferentemente de Shaggy, Shabba sempre usou a técnica de dee jaying e não cantar. Seu tom de voz grave e rouco trouxe muito sucesso e também imitadores.

## Carreira
Aos oito anos de idade, sua família muda-se para o gueto de Trenchtown em Kingston. Com doze anos, Shabba já admirava os DJs dos sistemas de som que rimavam em cima das músicas.

Suas maiores influências foram artistas como Charlie Chaplin, General Echo, Brigadier Jerry, Yellowman, e principalmente Josey Wales.
No início dos anos 1980, entra para o sistema de som Roots Melody de Admiral Bailey, usando o nome de Co-Pilot. Com esse nome grava em 1985 seu primeiro single, "Heat Under Sufferer's Feet". Logo após, muda seu nome artístico para Shabba Ranks e vai trabalhar com seu ídolo Josey Wales, que o apresenta para King Jammy. Shabba grava seu próximo single, "Original Fresh", no estúdio de King Jammy.
Em 1988 Shabba grava o single "Needle Eye Punany", que começa sua notoriedade em fazer letras explicitamente sexuais, as quais fizeram muito sucesso em toda Jamaica. Em 1989 Shabba vai trabalhar para o produtor e ex-engenheiro de som de King Jammy, Bobby Digital em seu recém-aberto selo e estúdio chamado Digital B.
Nessa época, Shabba chega ao topo de sua carreira com muitos sucessos nas paradas e um show espetacular, com direito até a chegada de helicóptero.
São dessa época os hits "Wicked In Bed", "Roots and Culture", "Mama Man" e muitos outros.
Seu álbum Holding On de 1989, produzido por Gussie Clarke, teve grande sucesso com músicas como "Pirate's Anthem" (parceria com Cocoa Tea), "Twice My Age" e "Mr. Loverman".
Em 1991, o sucesso leva Shabba a um contrato com a gravadora Epic. Seu álbum As Raw As Ever chega ao topo na parada R&B americana, graças ao sucesso de "Housecall" (parceria com Maxi Priest), e o single "The Jam" (parceria com KRS One) ao topo da parada hip-hop. As Raw As Ever ganhou o Grammy de melhor álbum de reggae.
No ano seguinte seu próximo álbum, X-tra Naked, com sucessos como "Slow And Sexy", "Muscle Grip" e "Ting-A-Ling" também ganhou o Grammy de melhor álbum de reggae.

## Passagem pelo Brasil
Numa de suas passagens pelo Brasil, participou como convidado especial em 1994 do álbum "Sobre Todas as Forças" da banda Cidade Negra.
Entretanto, as letras muitas vezes explicitamente homofóbicas prejudicaram sua reputação fora da Jamaica. Em particular, um incidente no programa The Word do Channel 4, onde Shabba defendeu a crucificação de homossexuais também teve grande repercussão. Apesar de um ponto de vista controverso, a homofobia é muito comum na cena dancehall jamaicana onde artistas consagrados como Buju Banton, Beenie Man, Elephant Man e Sizzla têm esse comportamento.

Em 1996, a gravadora Epic termina o contrato de Shabba, que volta a gravar com King Jammy.
Várias compilações dos sucessos de Shabba foram lançadas pela gravadora Sony após 1999, mas nenhuma oferta por parte de uma grande gravadora para novos lançamentos foi feita.

## Discografia

### Álbuns
- Rappin' With the Ladies (1988)
- Holding On (1990)
- Star Of The 90s (1990)
- As Raw As Ever (1991) - UK # 51
- Rough & Ready Volume 1 (1992) - UK # 71
- X-tra Naked (1993) - UK # 38
- Rough & Ready Volume 2 (1993)
- Caan Dun (1995)
- A Mi Shabba (1995)
- Get Up Stand Up (1998)
- Shabba Ranks And Friends (1999)